# Sinfonie in E-Dur (Schubert)
Die Sinfonie in E-Dur (D 729) aus dem Sommer 1821 ist eine von fünf unvollendeten Sinfonien von Franz Schubert. Außerhalb des deutschsprachigen Raums wird sie neuerdings vielfach als Schuberts 7. Sinfonie gezählt.

## Geschichte
Schubert hinterließ sieben vollständig komponierte Sinfonien. Schon die Existenz der sogenannten Unvollendeten in h-Moll und einer ganzen Reihe von Fragmenten aus seiner frühesten bis späten Schaffenszeit ließ zahlreiche Musikforscher nach weiteren Sinfonien Schuberts fahnden. Die Recherche nach der lange verschollen geglaubten „Gmunden-Gasteiner“ aus dem Jahr 1825 führte dazu, dass auch Fälschungsversuche unternommen wurden, etwa durch Gunter Elsholz (1936–2004), was Werner Maser dokumentierte.
Anders als seine sonstigen sinfonischen Fragmente liegt eine schubertsche Sinfonie in E-Dur aus dem Jahre 1821 in einem vom ersten bis letzten Takt in allen vier Sätzen vollständigen Entwurf vor. Die ersten 110 Takte orchestrierte Schubert in voller Partitur, wobei er für die Instrumentation eine größere Besetzung als in seinen anderen Sinfonien vorsah. Nur wenig hätte er in die vollständige Ausführung investieren müssen, alles war bereits fertig konzipiert. Das Fragment gliedert sich in folgende Sätze:
1. Adagio – Allegro
2. Andante
3. Scherzo und Trio
4. Allegro giusto

Schuberts Bruder Ferdinand sandte das Manuskript 1846 an Felix Mendelssohn Bartholdy, der schon 1839 Schuberts Große Sinfonie C-Dur D 944 zur Uraufführung gebracht hatte, deren Partitur Robert Schumann von Wien nach Leipzig transferiert hatte. Zu einer Realisierung durch Mendelssohn kam es jedoch genauso wenig wie durch Arthur Sullivan oder Johannes Brahms.
Erstmals stellte 1881 der englische Komponist John Francis Barnett eine aufführbare Version der Sinfonie her, die am 5. Mai 1883 im Kristallpalast in London uraufgeführt wurde und bei Breitkopf & Härtel als Klavierauszug zu zwei Händen erschien. Die Partituren dieser Fassung wurden 1936 beim Brand des Kristallpalastes und 1943 bei der Zerstörung des Verlagshauses Breitkopf & Härtel in Leipzig vernichtet. Barnetts Fassung gilt als recht gelungen und ist – im Gegensatz zur Weingartner’schen Fassung – dem Idiom von Schubert weit näher. Wann und wie oft diese Fassung jedoch gespielt wurde, ist kaum mehr in Erfahrung zu bringen; eine Aufführung in Cleveland/Ohio aus dem Schubert-Gedenkjahr 1928 ist jedoch dokumentiert. Die New York Times schrieb:

“In Cleveland, Nikolai Sokoloff and his Cleveland Orchestra gave the U. S. premiere of the E major Symphony. Schubert had left it in sketch form and after his death it went to Mendelssohn, presumably to orchestrate. But Mendelssohn, too, died young and it went to Sir George Grove who left it to the Royal College of Music in London. John Francis Barnett, a minor Britisher, made the only orchestration in the ’80s, but it was never published. From manuscript, 107 years after Schubert wrote it, Conductor Sokoloff played it and thereby surpassed the rest of the celebrating world in enterprise. Monday, Dec. 03, 1928.”

Was mit dem Orchestermaterial dieser Aufführung geschah, und ob es überhaupt noch existierte, war lange nicht bekannt. 
Inzwischen ist dieses alte, handschriftliche Leihmaterial des Originalverlegers Breitkopf & Härtel in Leipzig aus den Jahren 1927/28 vom Royal College of Music in London über die Plattform IMSLP allgemein zugänglich gemacht worden. Es enthält zahlreiche Kürzungen und auch Retuschen, vermutlich von N. Sokoloff. Die Partitur hat sich wohl nicht erhalten.
Auch seine hochvirtuose Klavierfassung für zwei Hände sowie sein Vortrag, den er 1891 hielt und in dem er die Entstehung seiner Bearbeitung erklärt, sind jetzt allgemein zugänglich. Ebenso ist die Transkription des Autografs durch Catherine Cowie dort veröffentlicht.
1934 entstand eine Bearbeitung von Felix Weingartner. 1971 führte Ernst Märzendorfer in Wien eine revidierte Fassung der Weingartner’schen Partitur auf. Er beseitigte dessen harmonische Retuschen, die stilfremden Ergänzungen – besonders die vielen nachkomponierten Übergänge – und öffnete die Striche, besonders im Finale. Der ORF übertrug dieses Konzert, die Aufnahme ist jedoch nicht mehr im Archiv des Senders vorhanden. Diese Revision ist jedoch kaum bekannt geworden. Für seine Arbeit verwendete Märzendorfer die Abschrift des Autografs, die Johannes Brahms hatte anfertigen lassen und die im Archiv der Gesellschaft der Musikfreunde liegt. Auch Weingartner hatte diese Quelle verwendet.
In jüngerer Zeit wurde die Sinfonie in der ergänzten Fassung von Brian Newbould (1982) wieder einer breiteren Öffentlichkeit zugänglich. Diese gilt als die bislang werktreueste Fassung, da Newbould anders als Weingartner auf Eingriffe wie z. B. Kürzungen verzichtet.
Die neueste Fassung der E-Dur-Sinfonie ist jene von Richard Dünser (2020) und ist bei der Edition Peters erschienen. Die Uraufführung fand am 6. März 2022 in München statt (Blutenburg Kammerphilharmonie, Dir. Gerrit Prießnitz, Finnische Erstaufführung am 24. März 2022 in Espoo mit der Tapiola Sinfonietta unter Mario Venzago, dem Auftraggeber der Vollendung durch Dünser). Dünser verwendet als Mittelsätze Skizzen aus D 936 und D 708. Dünser sieht seine Fassung aber auch als Hinausgehen über eine rein philologische „Rekonstruktion“ und als „Weiter-Denken und -Komponieren des Schubert-Materials“, als „neuschöpferische“ Arbeit. Die österreichische Erstaufführung fand am 25. April 2023 im Congress Casino Baden unter der Leitung von Thomas Rösner mit der Beethoven Philharmonie statt.
Das Autograph des Schubert’schen Originals befindet sich im Royal College of Music London, Signatur: MS. 586.

## Aufnahmen bzw. Tonträger
Fassung Felix Weingartner:
- Schubert: Symphony No. 7. Wiener Staatsopernorchester, Franz Litschauer (Aufnahme 1952), Naxos 9.80641
- Franz Schubert: Sinfonie in E-Dur D 729, Sinfonische Fragmente D 615, 708a, 936a. Rundfunk-Sinfonieorchester Berlin, Heinz Rögner (1977/79). Berlin Classics 8530668
- Felix Weingartner: Violinkonzert G-Dur op. 52; Schubert/Weingartner: Symphonie E-Dur D 729. Albrecht Laurent Breuninger (Violine), SWR Rundfunkorchester Kaiserslautern, Alun Francis (2007), CPO 6614805

Fassung Brian Newbould:
- Schubert: Sinfonie Nr. 7 E-Dur D 729. Radio-Symphonie-Orchester Berlin, Gabriel Chmura (1982), Schwann Musica Mundi VMS 1601 F (LP), wiederveröffentlicht als CD (1988) Koch-Schwann 311 012 H1.
- Schubert: The 10 Symphonies. Academy of St Martin in the Fields, Neville Marriner, 6-CD-Set (1984), Philips 412 176-2, wiederveröffentlicht (2002) Philips 470 886-2

Fassung Richard Dünser:
- Schubert: Symphony in E Major. Completed by Richard Dünser, Berner Symphonieorchester, Mario Venzago (2021), Prospero 096718849178 · PROSP 0030